# 弗賴利 (密蘇里州)
弗賴利（英語：Frailie）是位於美國密蘇里州新馬德里縣的鬼鎮。

## 地理
弗賴利所處的海拔為高於海平面82米（即269英呎），而該地所採用的時區為UTC-6，即北美中部時區（CST）。同時該地設有夏令時間，為UTC-6調快一小時，即UTC-5（CDT）。